# Mianwali
Mianwali é uma cidade do Paquistão localizada na província de Punjab.